# Code de l'environnement (Guinée)
Pour les articles homonymes, voir Code de l'environnement.
La protection de l'environnement en Guinée est garantie par l’article 16 de la Constitution de 2010. Cet article dispose que : « Toute personne a droit à un environnement sain et durable et a le devoir de le défendre. L’État veille à la protection de l'environnement »,,,,.
Outre cette disposition, les articles 17, 21 al 3 et 119 de la Constitution sont aussi consacrés à la nécessité de sauvegarder le cadre de vie et de conserver la nature.

## Le Code de l’environnement
Le Code de l’environnement promulgué par Ordonnance n° 045/PRG/87 du 28 mai 1987, modifié par l’Ordonnance N°022/PRG/89 du 10 mars 1989 établit le cadre administratif et juridique guinéen dans lequel l’État guinéen doit remplir son obligation constitutionnelle de garantir un environnement propre et sain à ses citoyens.
Il définit l’environnement à son article 2 comme l'ensemble des éléments naturels et artificiels ainsi que des facteurs économiques, sociaux et culturels qui favorisent l'existence, la transformation et le développement du milieu, des organismes vivants et des activités humaines. 
Ce Code caractérise l’environnement guinéen comme étant un patrimoine national, une partie intégrante du patrimoine universel et les questions liées à sa conservation, au maintien des ressources qu’il offre à l’Homme et à la prévention de sa dégradation sont d’intérêt général. Il contient les principes juridiques fondamentaux devant être respectés en vue de garantir la protection des ressources environnementales et de l’environnement humain.

### Des principes généraux et structures administratives
Le Code définit les principes généraux applicables à la protection de l’environnement en Guinée ainsi que les structures administratives chargées de gérer les activités de protection de l’environnement.
En la matière, ce sont les Ministères chargés des ressources naturelles, de l’énergie et de l’environnement qui sont les institutions administratives clés de la protection et de la gestion des ressources environnementales de la Guinée. Il prévoit également la création d’un Conseil national de l’environnement qui aura pour mission entre autres d’assister le ministère chargé de l’environnement dans sa préparation de la politique nationale de protection de l’environnement.

### De la lutte contre les nuisances
Il traite de la nuisance et couvre de nombreux sujets tels que la gestion des déchets, les installations et établissements classés, les substances chimiques nocives ou dangereuses, les bruits et les odeurs.

#### Déchets
En Guinée, l’importation des déchets de toute nature à quelque fin que ce soit est interdite.
Les déchets produits en Guinée, doivent faire l’objet d’un traitement adéquat afin d’éliminer ou de réduire leurs effets nocifs sur la santé humaine, sur les ressources naturelles, sur la faune et la flore et sur la qualité de l’environnement en général à la charge de celui ou celle qui les ont produits.
Toutefois, les eaux usées et autres déchets liquides provenant des installations industrielles ou commerciales, telles que mines ou carrières, doivent être traités par voie physique, biologique ou chimique avant leur élimination.

### Installations et établissements classés
Les installations et établissements classés sont  les usines, manufactures, ateliers, dépôts, chantiers, carrières et d'une manière  générale des établissements exploités ou détenus par toute personne physique  ou morale, publique ou privée, qui présentent ou peuvent présenter des dangers ou des désagréments importants pour la santé, la sécurité, la salubrité publique, l'agriculture, la pêche, la conservation des sites et monuments, la commodité du voisinage ou pour la préservation de l'Environnement guinéen en général.
Ces installations et établissements sont repartis en deux (2) classes et classés conformément à la nomenclature technique établie par Arrêté conjoint du Ministre chargé de l'Environnement et des Ministres chargés des Secteurs dont relèvent ces installations.
La 1re classe comprend les établissements dont l'exploitation ne peut être autorisée qu'à la condition que des dispositions soient prises pour prévenir les dangers ou les désagréments importants.
La 2e classe comprend les établissements qui, ne présentant pas d'inconvénients graves pour la protection de l’environnement mais qui sont tout de même soumis à des prescriptions générales destinées à garantir la protection de l’environnement.
La construction, l’exploitation ou la mise en service de ces installations classées est subordonné à une autorisation. Cette autorisation est délivrée par arrêté ministériel des Ministres chargés de l’Environnement, de l’Industrie et des PME.

### Substances chimiques nocives ou dangereuses
Ce sont les substances qui, en raison de leur toxicité, de leur radioactivité, ou de leur concentration dans les chaînes biologiques, présentent ou sont susceptibles de présenter un danger pour l’homme, le milieu naturel et son environnement lorsqu’elles sont produites, importées sur le territoire guinéen ou évacuées dans le milieu. Elles sont soumises au contrôle et à la surveillance du service de l’environnement.
La production, l'importation, le transit et la circulation sur le territoire guinéen de ces substances nocives et dangereuses sont interdits ou sont tout au moins soumis à une autorisation préalable du service de l’environnement.
Lorsque ces substances sont fabriquées, importées ou commercialisées en violation de la réglementation, elles sont saisies et détruites ou neutralisées ou stockées dans les meilleurs délais par les soins du service de l’environnement, aux frais de l’auteur de l’infraction.

### Les bruits et les odeurs
Il s’agit des émissions de bruits susceptibles de nuire à la santé de l’homme, de constituer une gêne excessive pour le voisinage ou de porter atteinte à l’environnement.
Les personnes à l’origine de ces émissions doivent mettre en œuvre toutes les dispositions utiles pour les supprimer.
Il est interdit aux installations d’émettre des odeurs qui, par leur concentration ou leur nature, sont incommodantes pour l’homme.

### Des procédures administratives, incitations et dispositions financières
Le Code précise les dispositions relatives aux procédures administratives et aux dispositions financières applicables en Guinée.
La procédure d’étude d’impact environnemental.
Tout promoteur ou maître d’ouvrage doit soumettre une étude d’impact environnemental à l’autorité réglementaire compétente pour les projets, les ouvrages ou les installations qui risquent, en raison de leur dimension ou de la nature de leurs activités, de porter atteinte à l’environnement.
La liste des activités pouvant exiger une étude d’impact environnemental est fixé par décret et un arrêté ministériel règlemente le contenu, la méthodologie et la procédure à suivre concernant cette dernière. Les rapports d’étude soumis à l’administration doivent inclure :
- une évaluation initiale du site et de l’environnement dans lequel l’aménagement proposé sera situé ;
- une évaluation des conséquences prévisibles de la mise en œuvre du projet/aménagement sur son environnement naturel et humain ;
- un énoncé des mesures d’atténuation proposées par le promoteur pour supprimer, réduire ou compenser les conséquences dommageables du projet ainsi qu’une estimation des dépenses associées à ces mesures ;
- une description des alternatives possibles et des raisons pour lesquelles, du point de vue de la protection de l’environnement, le projet présenté a été retenu.

## Les plans d’urgence
Ils sont préparés par le Ministère de l’environnement pour faire face aux situations critiques génératrices de pollution grave de l’environnement. Il en est de même pour les exploitants des installations classées 1ère classes qui doivent établir un plan d'urgence propre à assurer l'alerte des autorités compétentes et les populations avoisinantes en cas de sinistre ou de menace de sinistre.
Pour le milieu marin, le Centre de Protection Environnementale du Milieu Marin et des Zones Côtières doit proposer au Ministère de l’Environnement un plan de lutte contre la pollution.
Le code précise à son article 86 que dans la mise en œuvre de ces plans, il pourra être procédé notamment :
- à la réquisition des personnes et de leurs biens ;

- à l'occupation temporaire et la traversée des propriétés privées.

- Le fonds de sauvegarde de l’environnement.

- Les recettes de ce fonds sont constituées par:

- les dotations de l’État ;

- le produit des taxes, et redevances relatif à l’environnement ;

- le produit des amendes et confiscations prononcées pour les entraves à la réglementation environnementale;

- les concours financiers des organismes internationaux et des organismes étrangers de coopération ; et

- les dons et legs.

### Régime juridique des infractions
Le législateur guinéen incrimine :
- certaines formes de dégradation du sol et du sous-sol ;
- les activités susceptibles d'accroitre la pollution et de nuire à la qualité de l'eau et de l'atmosphère ;
- les émissions de bruits susceptibles de nuire à la santé de l'homme, gêner le voisinage ou porter atteinte à l'environnement.

Le Code traite de la responsabilité civile et pénale des personnes qui causent dommages à autrui en transportant ou utilisant des hydrocarbures ou des substances chimiques, nocives et dangereuses, ou en exploitant un établissement classé, ont causé un dommage corporel ou matériel se rattachant directement ou indirectement à l’exercice de leurs activités.
Le Code traite également du Tribunal compétent pour les infractions au Code de l’environnement qui est en principe celui du lieu de commission des infractions.
Exceptionnellement,  le tribunal compétent est celui du lieu où est trouvé le navire, bâtiment, engin ou plate-forme maritime s’il est étranger ou non immatriculé. De même, le tribunal compétent est celui du lieu d’atterrissage s’il s’agit d’un aéronef, après le vol au cours duquel l’infraction a été commise.
Il prévoit également les sanctions pénales pour les incriminations faites par le Code, qui peuvent être des amendes ou des peines d’emprisonnement.

### De la protection et mise en valeur des milieux récepteur
Il porte sur la protection de ressources spécifiques telles que le sol et le sous-sol ; les eaux continentales ; les eaux maritimes et leurs ressources et l’air.
Le Code institue l’autorisation préalable pour l’usage des feux de brousse à usage agricole ou pastoral et l’aménagement du sol à des fins agricoles, industrielles, urbaines ou autres, ainsi que les travaux de recherches ou d’exploitation des ressources du sous-sol susceptibles de porter atteinte à l’environnement guinéen. Il institue de même des mesures de protection afin de lutter contre la désertification, l’érosion, les pertes de terres arables et la pollution du sol et de ses ressources, notamment par les produits chimiques, les pesticides et les engrais.
Le Code interdit à son article 27 les déversements, écoulements, rejets, dépôts directs et indirects de toute nature susceptibles de provoquer ou d’accroître la pollution des eaux continentales guinéennes.
Il définit la pollution marine et interdit le déversement, l’immersion et l’incinération dans les eaux maritimes sous juridiction guinéenne de substances de toute nature susceptible :
- de porter atteinte à la santé de l’homme et aux ressources maritimes biologiques ;
- de nuire aux activités maritimes, y compris la navigation et la pêche ;
- de dégrader les valeurs d’agréments et le potentiel touristique de la mer et du littoral.

Il définit également la pollution de l’air et interdit :
- de porter atteinte à la qualité de l’air ou de provoquer toute forme de modification de ses caractéristiques susceptibles d’entraîner un effet nuisible pour la santé publique ou les biens ;
- d’émettre dans l’air toute substance polluante et notamment les fumées, poussières ou gaz toxiques, corrosifs ou radioactifs, au-delà des limites fixées par les textes d’application du présent Code.

### De la protection et mise en valeur du milieu naturel et de l'environnement humain
Il prévoit à son article 46 que les plans d’urbanisme puissent prendre en compte les impératifs de protection de l’environnement dans les choix d’emplacement et la réalisation des zones d’activités économiques, de résidence et de loisirs.
Il exige aussi que les agglomérations urbaines doivent comporter des terrains à usage récréatif et des zones d’espace vert, selon des modalités fixées par les documents d’urbanisme. Il précise tout de même qu’à la délivrance des permis de construire les autorités doivent tenir compte de la présence des établissements classés et de leur impact sur l’environnement.

## Préalable
Le code soumet à une autorisation préalable :
- toutes les activités susceptibles de porter atteinte aux espèces animales, végétales ou à leurs milieux naturels.
- l’exploitation sur le territoire national d’établissements d’élevage, de vente, de location, de transit d’animaux d’espèces non domestiques, ainsi que l’exploitation des établissements destinés à la présentation au public de spécimens vivants de la faune nationale étrangère.

Les milieux naturels présentant un intérêt spécial eu égard à leurs impacts positifs sur la faune et la flore guinéenne, peuvent être classés par décret en parc national ou réserve naturelle.

## Voir également
- Code de l'eau (Guinée)
- Code de l’élevage et des produits animaux